# Desporto de inverno
Designa-se por desporto de inverno (português europeu) ou esporte de inverno (português brasileiro) o desporto que se pratica  na neve, no gelo como, por exemplo o esqui em todas as suas especialidades, a patinagem no gelo, o biatlo, o hóquei no gelo ou o curling.
Segundo o terreno podem ser usados os esquis ou snowboards na neve e os patins  no gelo
O termo esqui de passeio não é um tipo de desporto mas sim um termo genérico que designa tanto o Esqui de fundo como o Esqui-alpinismo
Muitos destes desportos de inverno fazem parte do programa dos Jogos Olímpicos de Inverno.

## História
Os desportos de inverno apareceram no final do século XIX. A expressão pode referir-se ao desporto que pode ser jogado no inverno, quer no exterior quer dentro de pavilhões (futebol, boxe ou esgrima, por exemplo) ou os praticados exclusivamente no inverno, devido ao mau tempo, neve ou gelo, essenciais para a sua operação. Esta segunda definição é hoje a mais aceitada. Nestes desportos de inverno podiam ser distinguidas duas famílias de acordo com o comentário feito aquando dos Jogos Olímpicos de 1908: desportos de gelo são a patinagem em todas as suas formas, e desportos de neve são o luge, esqui ou bobsleigh.
O seu desenvolvimento está ligado às condições sociais e culturais - esqui cross-country tem origem camponesa e popular rural, a patinagem é um hóbi urbano, e o bobsleigh pode ser associado a uma certa elite social. A divulgação do esqui ocorreu depois da Primeira Guerra Mundial graças à prática de militares e a realização dos Jogos Olímpicos de Inverno de 1924 em Chamonix foi usada para divulgar estes desportos de inverno.
Hoje encontram-se divulgados por todo o mundo. As maiores potências mundiais nos vários desportos de inverno são naturalmente os países que dispõem de condições naturais no inverno para a sua prática, nomeadamente os da América do Norte, Europa Central e do Norte, China, Japão, Coreia e Ásia Central.

## Lista de desportos de inverno

### Desportos "de neve"

#### Biatlo

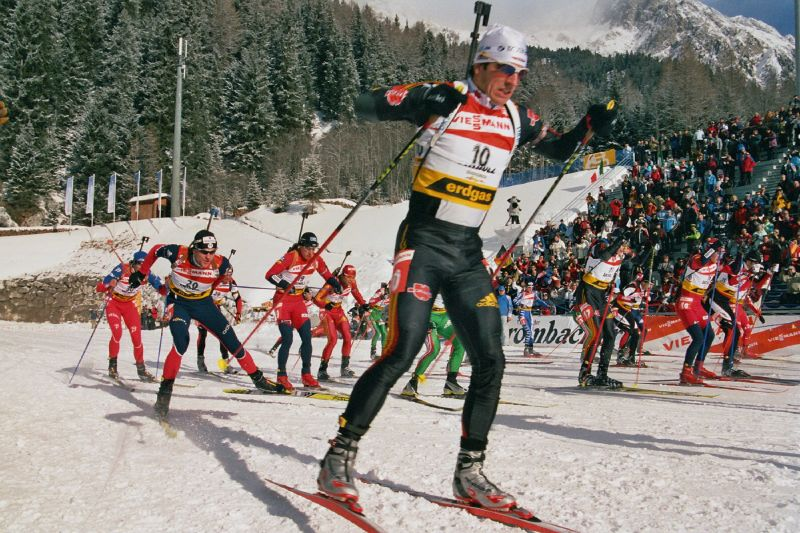
Partida em linha (dita «mass-start») em 2006 (Ricco Gross).

O biatlo (do latim bi, «dois», e grego antigo athlon, «concurso, prova») é uma prova que combina duas disciplinas. Antigamente recebia a denominação patrulha militar. Habitualmente refere-se à combinação de esqui de fundo e tiro desportivo com carabina. A prática de alto nível de biatlo é regulamentada pela União Internacional de Biatlo que organiza as competições principais. Embora considerada como modalidade de esqui, é totalmente autônomo da Federação Internacional de Esqui.

#### Combinado nórdico

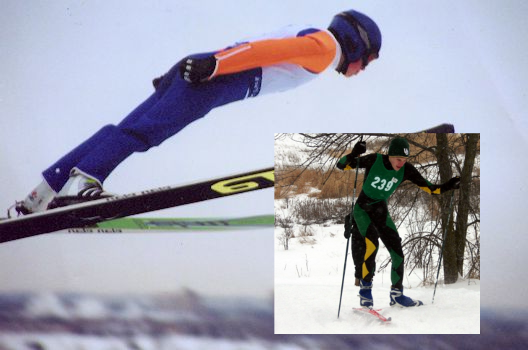
Combinado nórdico.

O combinado nórdico é um desporto que combina dois tipos de provas: o salto de esqui e o esqui de fundo. Está no programa dos Jogos Olímpicos de Inverno. Um praticante deste desporto é chamado "corredor do combinado nórdico". Este desporto tem origem na Noruega e associa-se aos saltos de esqui, que exigem força física e domínio técnico, ao esqui de fundo, que exige resistência. É verosímil que a sua prática seja vista como um ritual de iniciação das crianças ao mundo dos adultos, graças às características deste desporto.

#### Snowkite

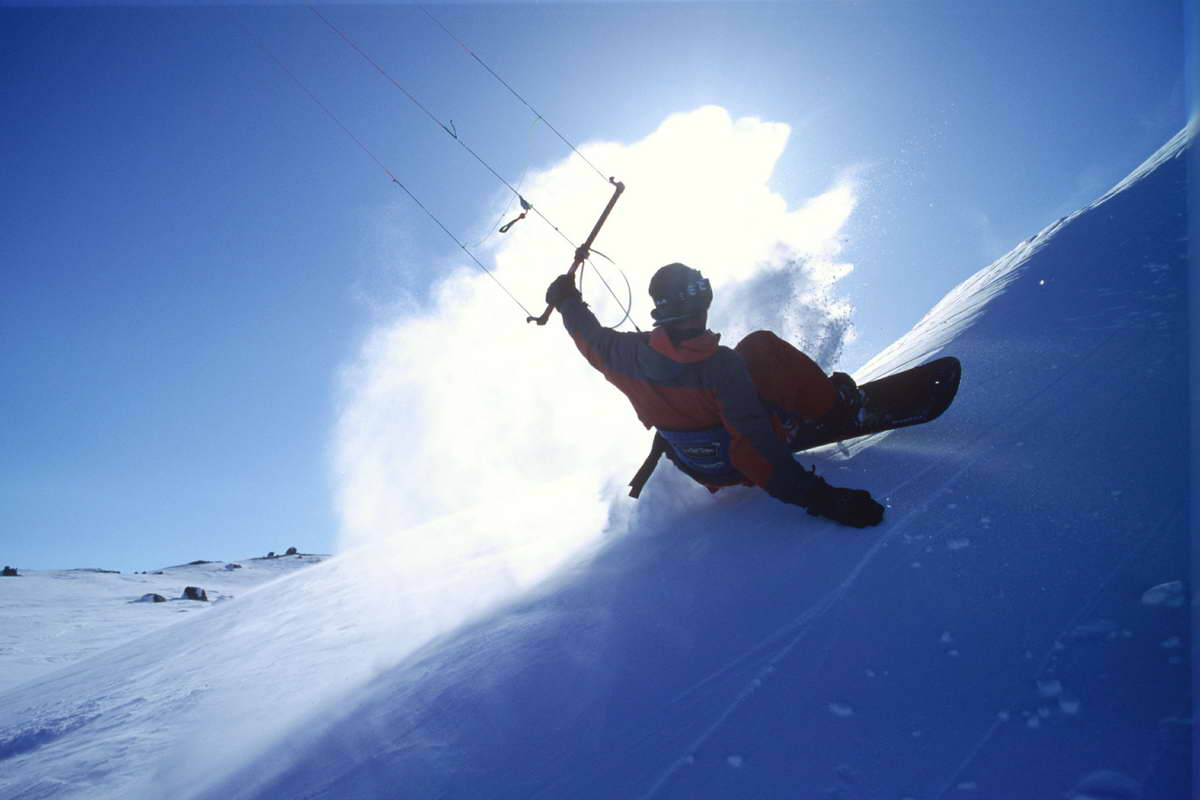
O snowkite usa um papagaio de tração com uma prancha de snowboard ou esquis.

O snowkite é a variante de kitesurf em desportos de inverno, em que a prancha de surf é substituída por um snowboard ou esquis. Os praticantes deste desporto podem atingir velocidades de 70 km/h.
Quando é praticado em montanha, uma das principais diferenças deste desporto em relação aos similares que não são praticados na neve (kitesurf, kite buggy,...), é o terreno acidentado que se encontra no meio montanhoso, que perturba os fluxos de ar que se tornam mais instáveis que no mar, tanto em variação de intensidade como de direção, e que complicam o manejo do papagaio.

#### Speed riding

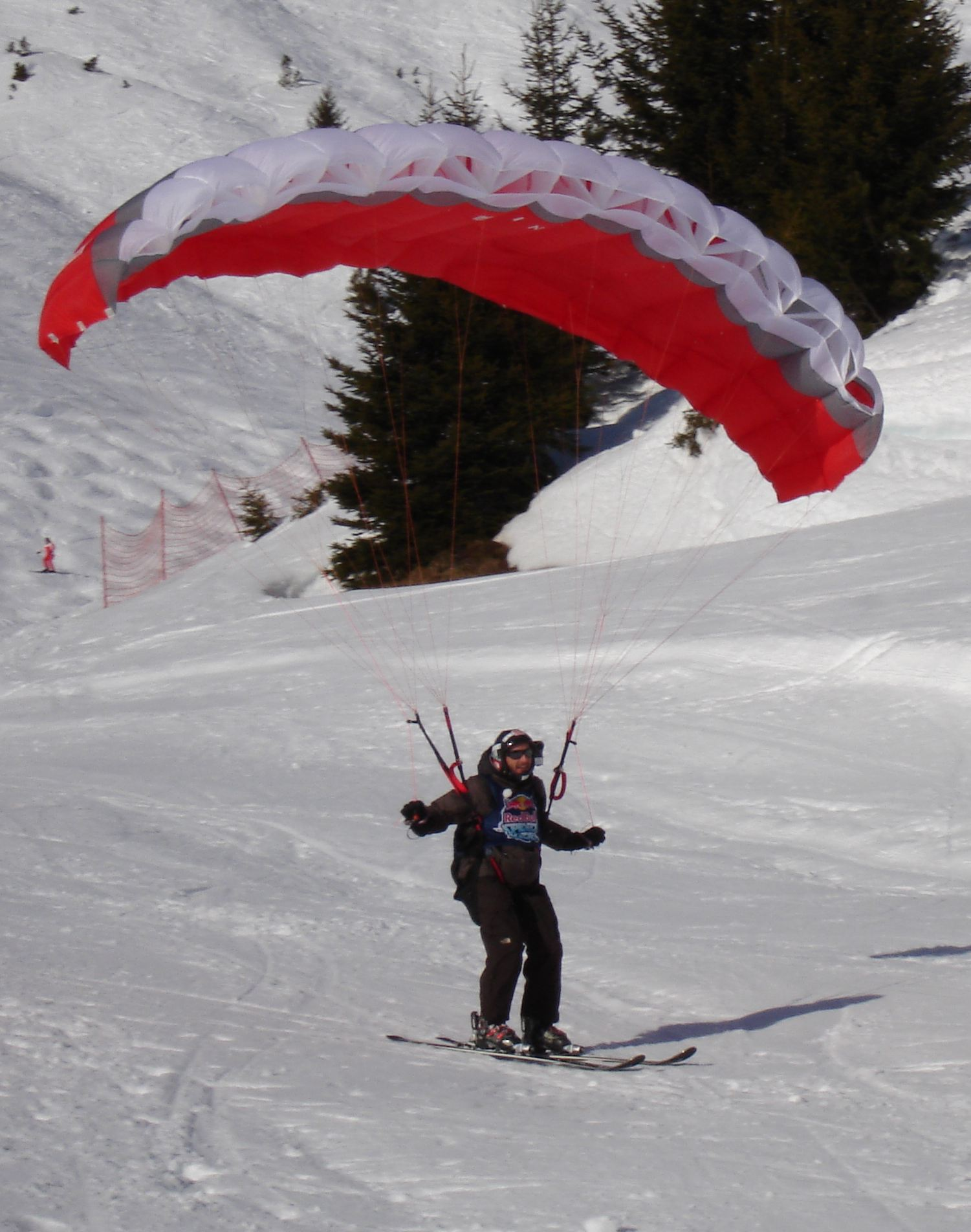
Speed rider com um papagaio de 10 m^{2}.

O speed riding é um desporto que associa o esqui, o parapente e o paraquedismo e que se descreve pela descida de pistas com neve com um par de esquis, uma cadeira de pano e um papagaio e que alterna o voo e o deslizamento pela neve, para chegar a locais que não são acessíveis pelos meios tradicionais.

#### Woopy jump
O Woopy Jump é «primo» do speed riding pois usa o ar insuflado para prolongar os saltos de esqui e snowboard. É assim um cruzamento de desporto de deslizamento e aéreo. Foi criado por  Laurent de Kalbermatten e é recém-chegado ao leque de atividades desportivas de inverno, pelo que é pouco conhecido.

#### Airboard

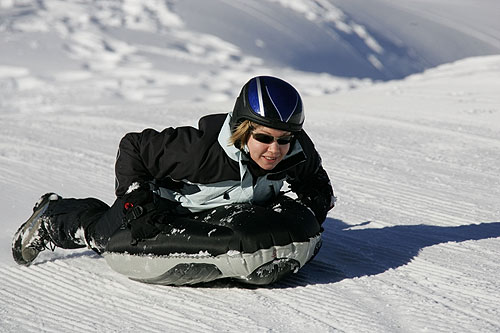
Airboard.

O airboard é um tipo de luge insuflável sobre o qual se descem encostas de neve, com a cabeça para a frente.

#### Monoesqui

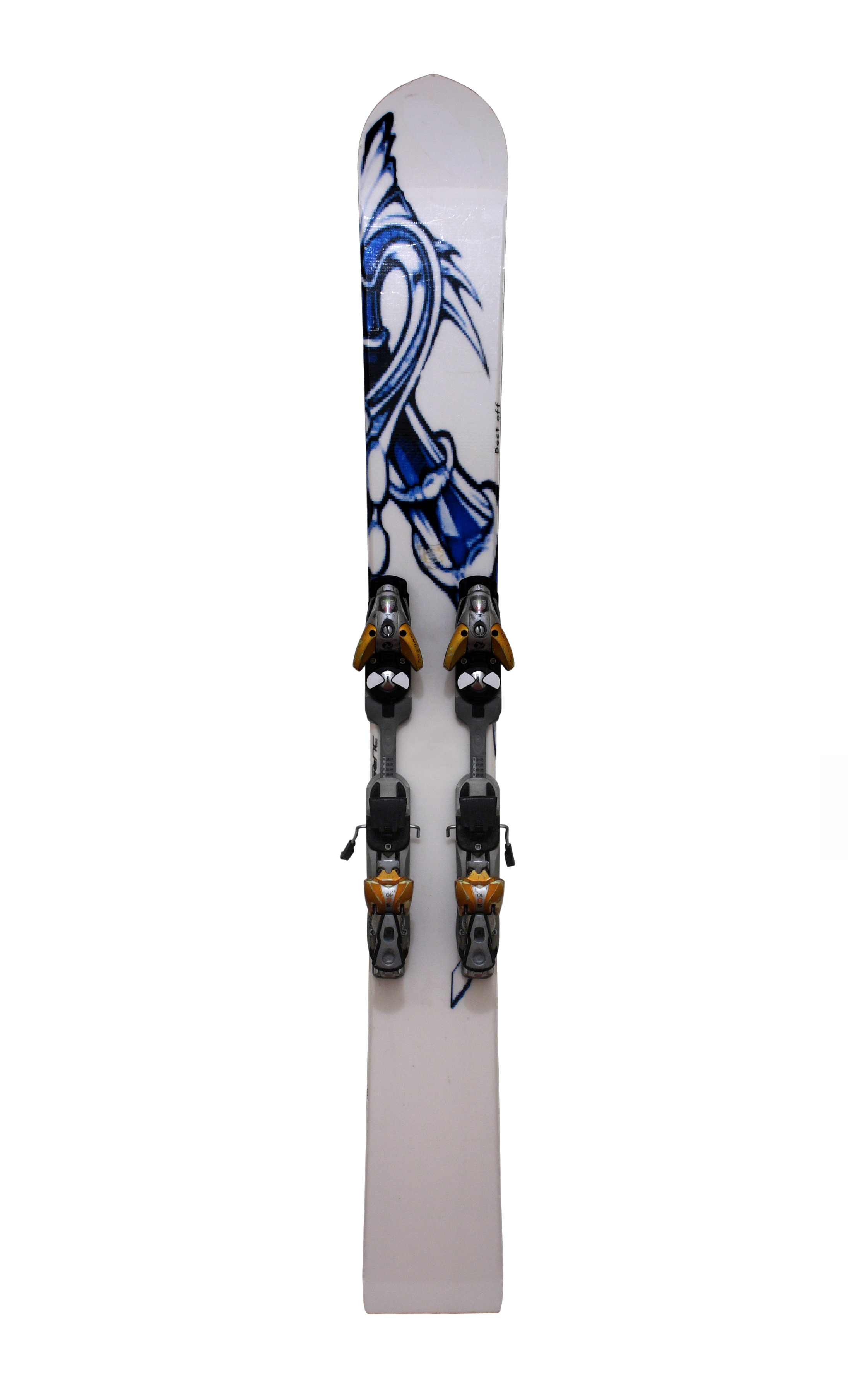
Um monoesqui.

O Monoesqui  é uma variante de esqui, e também o nome da prancha utilizada para praticar este desporto. Tal como no snowboard, no monoboard e no skwal, os dois pés do praticante estão presos numa só prancha. Sobre um monoesqui, os pés estão posicionados lado-a-lado e apontam na mesma direção que a prancha. Utilizam-se fixações padrão de esqui ou de snowboard do tipo alpino, fixas.
O monoesqui é uma prancha que permite deslizar tanto na neve lisa como num campo de obstáculos do tipo lombas. É polivalente por excelência.
Como pode ser utilizado na posição sentada, o monoesqui é utilizado por pessoas com deficiências motoras de vários graus, e há provas nos Jogos Paralímpicos de Inverno com esta prancha. Houve provas de demonstração nos Jogos Paralímpicos de Inverno de 1984  e começou a fazer parte das provas medalhadas nos Jogos Paralímpicos de Inverno de 1988.

#### Raquete de neve

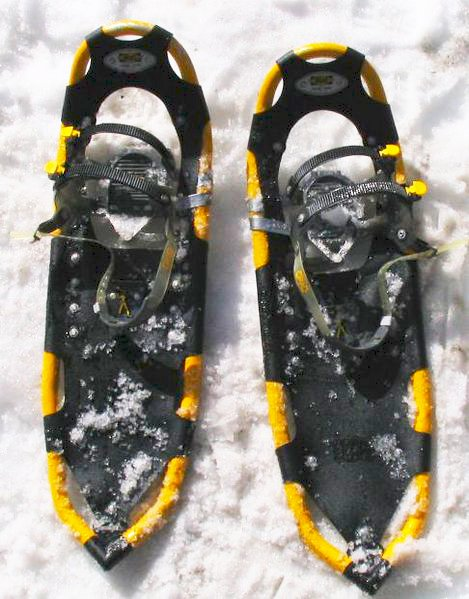
Raquetes de neve modernas.

A raquete de neve, também chamada simplesmente raquete, é o nome dado a um calçado para caminhadas sobre a neve de fraca consistência, que distribui o peso da pessoa sobre uma área maior para que os pés não afundem completamente na neve. Este modo de deslocação é originário da América do Norte e da Sibéria Oriental e há vestígios arqueológicos que datam o seu uso muito antigo. Como atividade desportiva é usado em passeio à semelhança dos esquis, em lazer, em passeios por florestas ou nas estâncias de desportos de inverno.

#### Salto de esqui

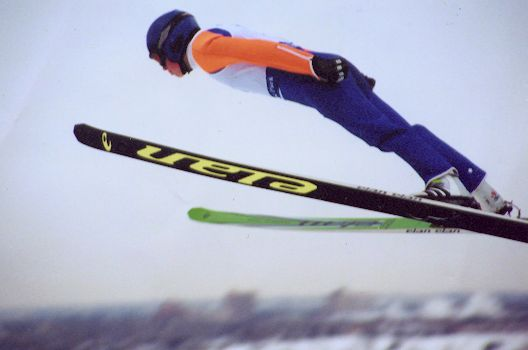
Salto de esqui.

Os saltos de esqui (ou saltos de esquis) são um desporto de inverno no qual os esquiadores descem uma rampa para descolar (o trampolim) tentando aterrar o mais longe possível. Além do comprimento do salto, os membros do júri que avalia as provas conferem pontos pelo estilo do salto, posição do esquiador e perfeição da aterragem. Os esquis usados são longos e largos.
O salto de esqui é uma das provas do combinado nórdico.

#### Esqui alpino

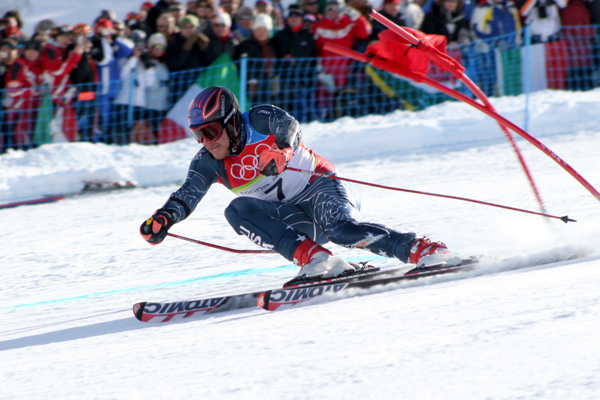
Bode Miller no slalom gigante em Sestriere, Itália.

O esqui alpino é um desporto de deslizamento que consiste na utilização de esquis para descer uma pista coberta por neve.
Há quatro categorias no esqui alpino com provas de alto nível disputadas todos os anos de novembro a março na Copa do Mundo de Esqui Alpino e que fazem parte do programa dos Jogos Olímpicos de Inverno e do Campeonato do Mundo de Esqui Alpino. As corridas são feitas em contrarrelógio, em que o esquiador luta contra o cronómetro para percorrer um percurso delimitado e saindo quando abre uma portinhola. O percurso é delimitado por marcas/estacas flexíveis e é obrigatório passar por pontos determinados, tocando em todos eles.
A modalidade é disputada por homens e mulheres, nas categorias: downhill, slalom, slalom gigante, supergigante. É o espaço de passagem obrigatória que diferencia as categorias desta modalidade:
- No downhill a largura da passagem é grande, permitindo atingir velocidades elevadas, na ordem dos 120 km/h.
- Já no slalom super gigante, no slalom gigante e no slalom essa distância é menor, respetivamente, o que vai aumentando a dificuldade do competidor.

#### Esqui-alpinismo

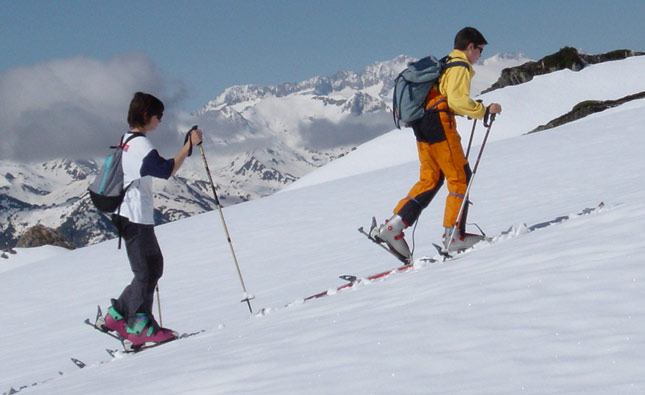
Esqui de passeio.

O esqui-alpinismo é uma variante de esqui alpino mais próxima da natureza, pois não utiliza meios mecânicos de subida mas sim esquis com pele de foca na subida para depois descer as encostas com um estilo alpino.
O esqui-alpinismo  não deve ser confundido com o Esqui de passeio que é um termo genérico para se referir ao Esqui-alpinismo como ao #Esqui de fundo

#### Esqui acrobático

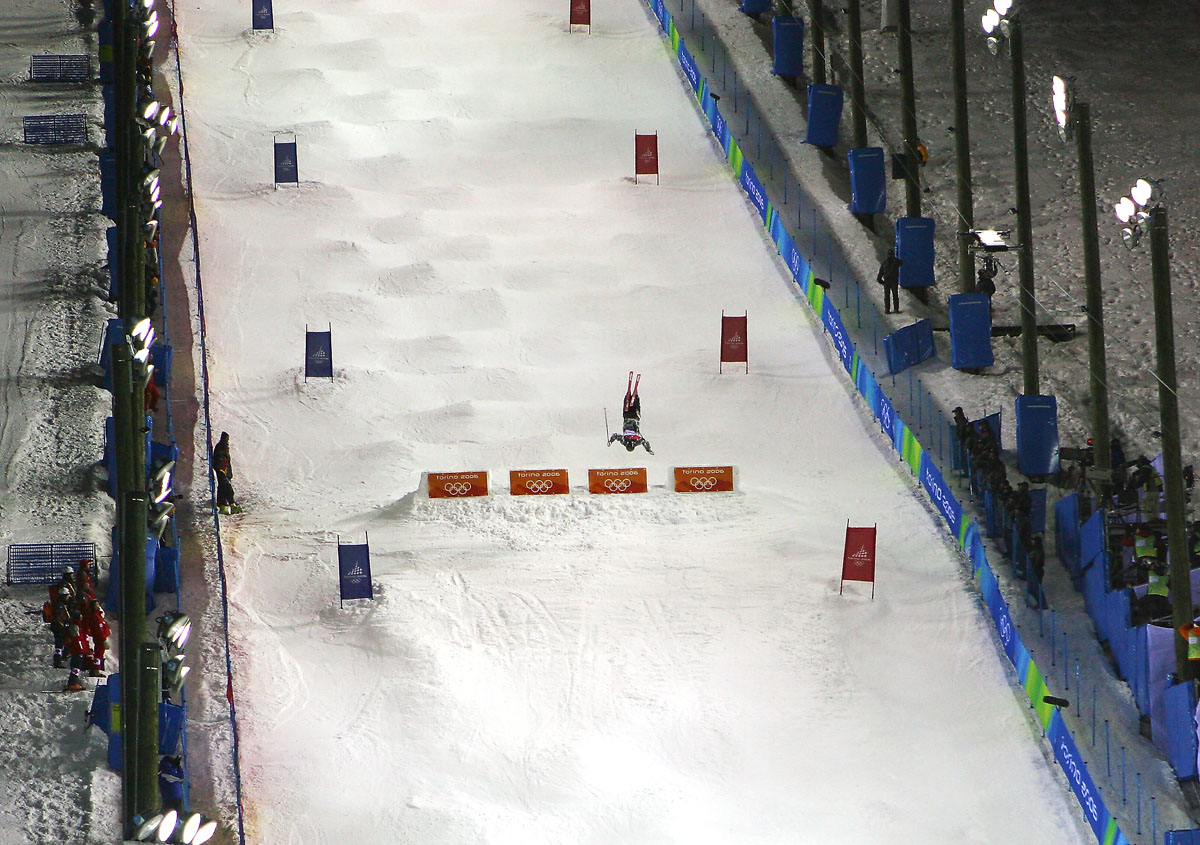
Esqui acrobático nos Jogos Olímpicos de 2006 (prova das bossas ou lombas).

O esqui acrobático é uma forma de esqui que faz parte dos Jogos Olímpicos de Inverno, e que compreende várias categorias: o salto, o half pipe, as lombas, as lombas paralelas, o ballet e o skicross. Este desporto foi reconhecido pela Federação Internacional de Esqui em 1979.
As primeiras notas da prática de esqui acrobático datam da década de 1920 com o alemão Fritz Rauel que ensaiava figuras da patinagem mas com esquis colocados nos pés, mas foi só na década de 1960 que esta variante do esqui teve popularidade, sobretudo no continente norte-americano onde muitos espetáculos de carácter de exibição têm lugar, com provas de saltos e de lombas, enquanto no continente europeu se organizam verdadeiras competições.

#### Esqui freestyle
O esqui freestyle é uma disciplina do esqui alpino considerada como desporto radical.
É frequentemente confundida com o esqui acrobático (chamado «freestyle skiing» em inglês), e trata-se de uma nova disciplina aparecida no final da década de 1990, fruto da junção de várias disciplinas como o esqui acrobático, o half-pipe e os saltos de esqui acrobáticos.
O esqui freestyle é praticado em zonas especiais chamadas snowparks ou fora de pista (caso em que chama «backcountry»). Consiste em efetuar figuras a partir de estruturas em neve ou em metal.
O esquiador que pratica o esqui freestyle é chamado «freestyler», ou mais geralmente «rider».

#### Esqui freeride

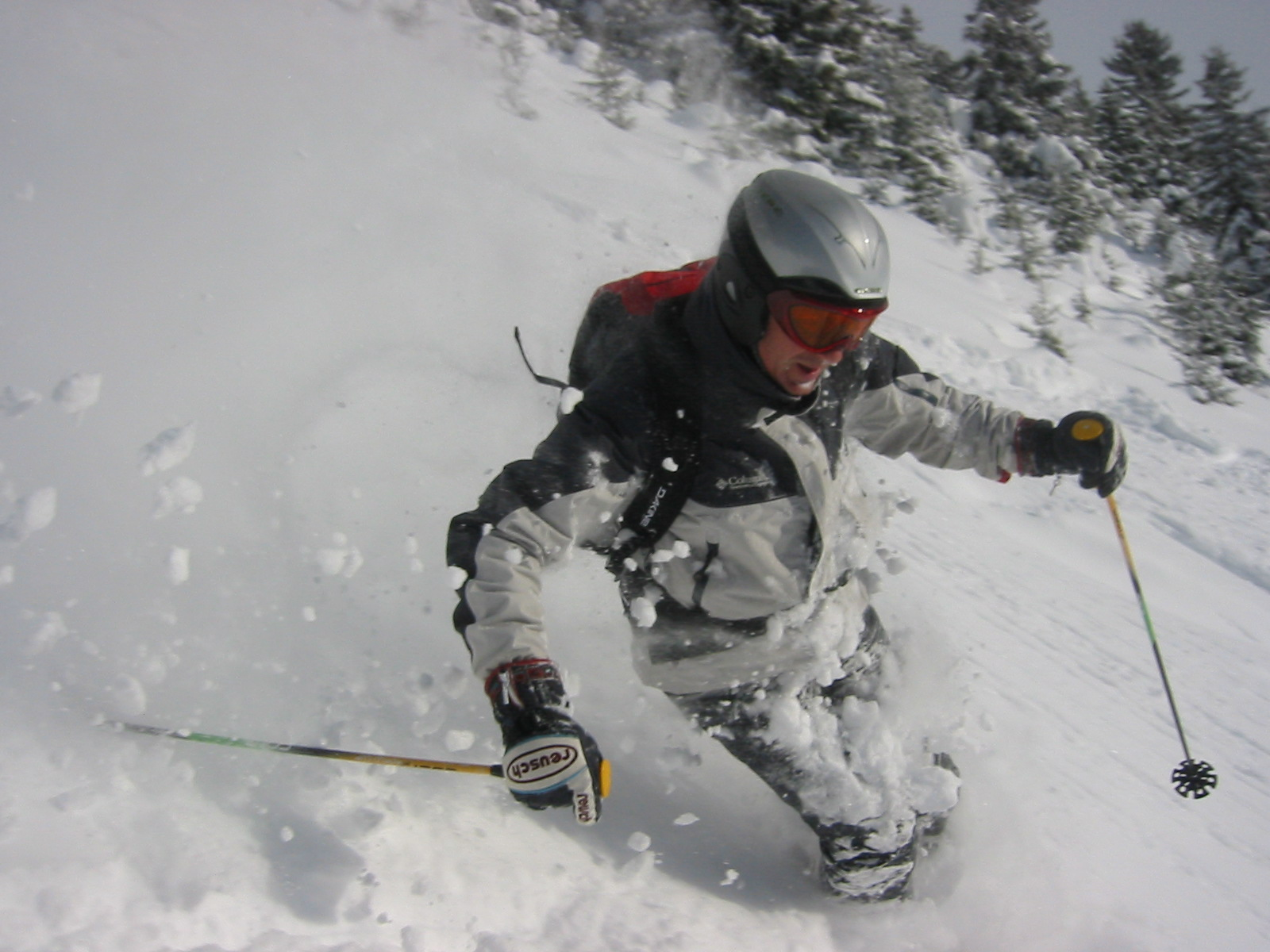
Esqui freeride.

O esqui freeride consistiu originalmente na prática de qualquer meio de deslizamento na neve (esqui, snowboard, BTT, motocicleta, moto de neve, etc) fora de qualquer quadro formal, geralmente associado ao prazer de percorrer os grandes espaços naturais virgens, da tomada de riscos e da ausência de competição.
O freeride de qualquer natureza é um desporto radical que exige um intenso esforço físico. Hoje o freeride é disputado como qualquer outro desporto radical, com competições.

#### Esqui de velocidade
O esqui de velocidade ou quilómetro lançado (abrev. KL) é um desporto de inverno da família do esqui alpino e que consiste em descer uma pista de neve o mais rápido possível com a ajuda de esquis. O regulamento desportivo não tem por objeto senão assegurar a segurança do esquiador ou «KLista» e a verdade desportiva. O esqui de velocidade é o desporto não motorizado onde são atingidas as mais altas velocidades, excluindo o paraquedismo. Presentemente o recorde do mundo para homens é de 251,4 km/h, conseguido por Simone Origone, e para mulheres é de 242,59 km/h por Sanna Tidstrand. Para reduzir a resistência ao ar os esquiadores de velocidade utilizam trajes de látex ou poliuretano bem como capacetes aerodinâmicos.
Desporto de demonstração nos Jogos Olímpicos de Inverno de 1992, desde aí não pertence ao programa olímpico. O esqui de velocidade, para a  Federação Internacional de Esqui, articula-se em torno de duas competições internacionais: os campeonatos do mundo de esqui de velocidade que se disputam a cada dois anos e a taça do mundo de esqui de velocidade, que se realiza todos os anos. Há também competições nacionais, pontuais e/ou profissionais para tentar bater recordes de diversos tipos.
Utilizam-se esquis especiais com comprimento máximo de 2,4 m, largura máxima de 10 cm e peso máximo de 15 kg cada par. Os bastões são dobrados para se ajustar ao corpo e devem ter comprimento mínimo de 1 m.
É praticado em pistas de 1 km especialmente concebidas. Há aproximadamente umas 30 pistas por todo o mundo, muitas delas a grade altitude para reduzir a resistência do ar. Os primeiros 300-400 metros são utilizados para ganhar velocidade, e a maior velocidade é alcançada nos seguintes 100 metros. Os últimos 500 metros são utilizados para reduzir a velocidade. A velocidade é medida apenas entre os 400 e os 500 metros.

#### Esqui de fundo
O esqui de fundo é um desporto de inverno da família do esqui nórdico, popular sobretudo na Europa do Norte, Canadá, Rússia e Alasca. Deste desporto desenvolveram-se outras disciplinas como o salto de esqui, o combinado nórdico e o biatlo (que reúne o tiro desportivo e o esqui de fundo). Este desporto pratica-se em locais com pouco declive ou mesmo planos, sobre a neve.
É um desporto olímpico desde os Jogos Olímpicos de Inverno realizados em 1924, e é regulado pela Federação Internacional de Esqui (FIS), que gere as diversas competições que preenchem o calendário invernal: o Campeonato do Mundo de Esqui Nórdico (todos os anos exceto os anos de Jogos Olímpicos de Inverno), a Copa do Mundo de Esqui de Fundo (desde 1982) e a Copa Marathon (desde 1999 em colaboração com a Worldloppet).

#### Skijöring

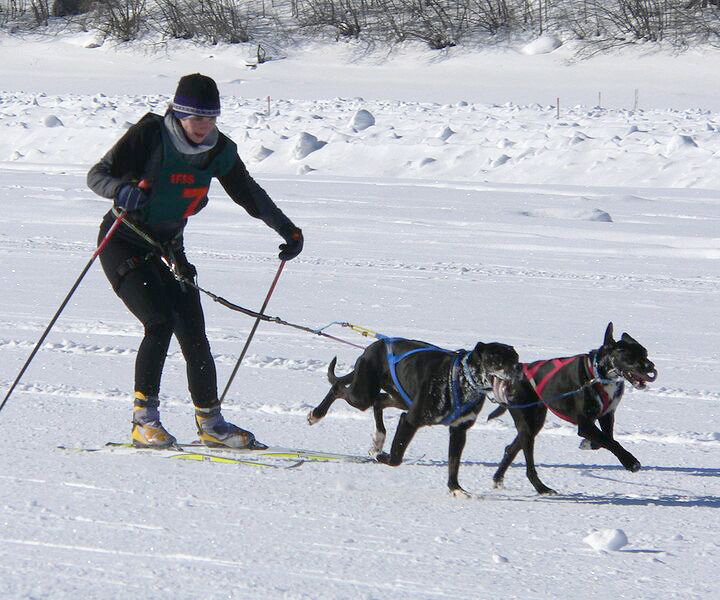
Praticante de skijöring com tração por cães.

Skijöring (pronunciado skē-jȯr-iŋ) é um desporto de inverno que consiste em que uma pessoa com um esqui seja arrastado por um cavalo, ou cães, ou também por um veículo motorizado. O nome para este desporto provém da palavra norueguesa skikjøring, que significa esqui manejado. A sua variante equestre foi desporto de exibição dos Jogos Olímpicos de Inverno de 1928.
Os esquis não devem ultrapassar 1,50 m de comprimento nem incomodar os animais (no caso de tração animal ser usada). Este desporto é praticado em neve dura, em percurso fechado, sobre pistas ou mais raramente em caminhos.

#### Skwal

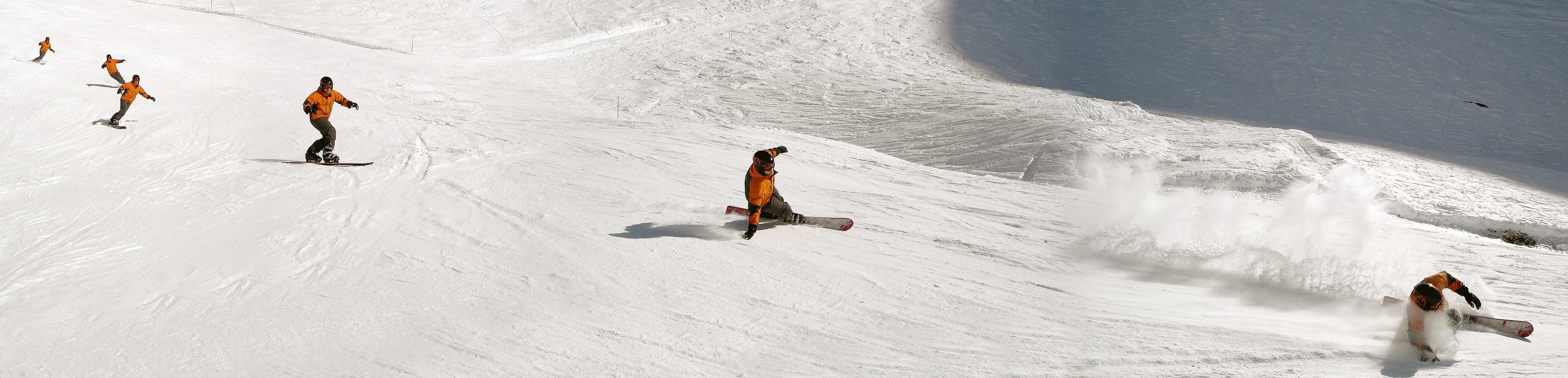
Decomposição de uma viragem em skwal.

O skwal é um dos muitos desportos de deslizamento derivados do esqui.
Chama-se skwal à prancha usada para este desporto, e que é similar à prancha de snowboard ou monoski, onde os dois pés se encontram presos à mesma prancha. A particularidade da posição do skwal deve-se ao facto de os dois pés estarem um em frente do outro, sobre uma linha que segue a direção da prancha. Esta difere da posição sobre a prancha de snowboard (onde os pés estão em posição transversal em relação à posição da prancha) e sobre um monoesqui (onde os pés estão lado a lado). Contrariamente ao praticante de snowboard, o praticante de skwal está de frente na prancha, o que o aproxima da posição do esquiador.

#### Snowboard

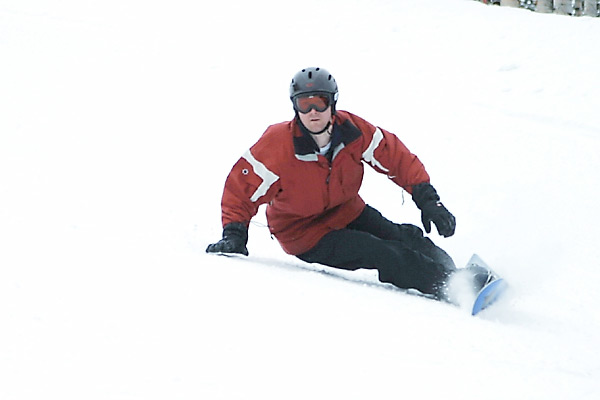
Um praticante de snowboard alpino em prova.

O snowboarding, surf da neve ou prancha de neve veja-se prancha de neve, é um desporto de deslizamento sobre a neve. O equipamento é composto por uma prancha de snowboard (snowboard em inglês significa «prancha de neve»), um par de fixações (há muitos tipos diferentes) e um par de botas adaptadas (boots). A posição sobre a prancha é inspirada pela dos praticantes de surf: de perfil, com os pés de lado, um atrás do outro.

#### Snowscoot

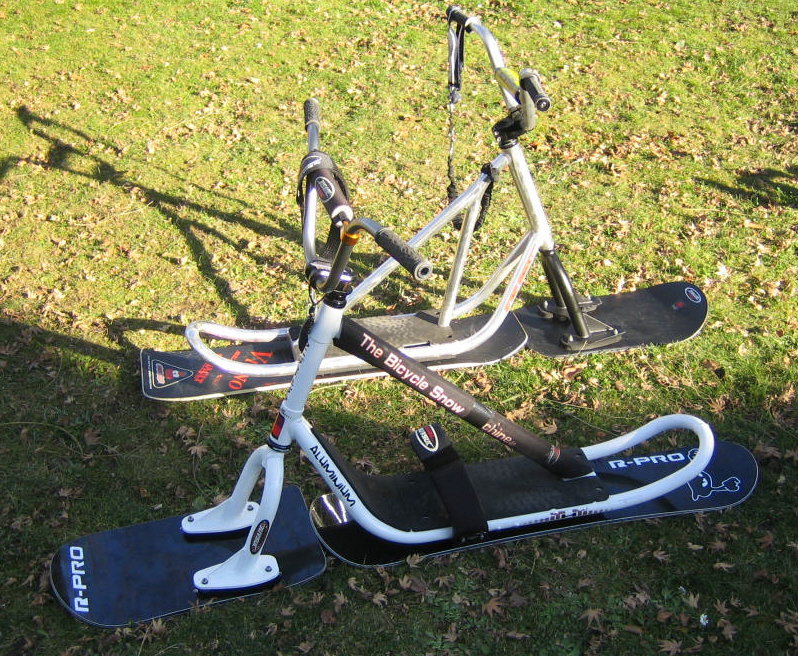
Snowscoots, modelos: blanc aluminium 2002, métal Sunn alu 1998.

O snowscoot é um desporto de inverno nascido na década de 1990, e que se pratica deslizando sobre a neve com ajuda de um motor.
O snowscoot é um desporto de descida e pratica-se no mesmo ambiente que o esqui alpino ou o snowboard, em estâncias de esqui ou fora de pista, e em todas as condições de neve.
O snowscoot usa uma máquina composta por um motor e duas pranchas diferentes, semelhantes às do snowboard, com um volante.

#### Telemark

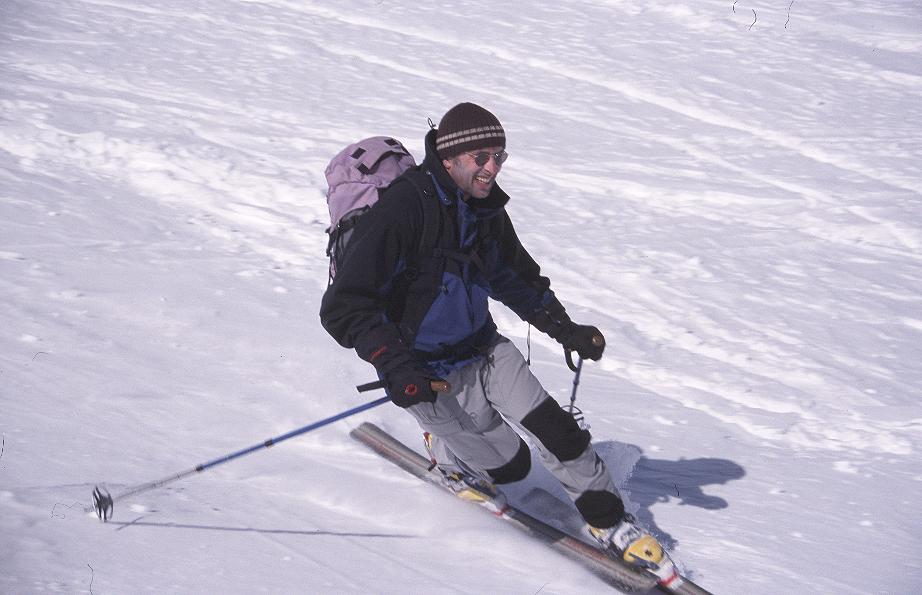
Esquiador de telemark.

O telemark é a técnica ancestral do esqui alpino. A descida é feita com o calcanhar livre, ao contrário das restantes disciplinas do esqui, o que permite executar as viragens com um estilo que é conhecido como "viragens telemark". As viragens telemark são feitas com uma flexão do interior da perna. Tal proporciona uma liberdade de movimentos maior mas também um maior desafio, devido à complexidade, quando comparado com o esqui mais habitual. Trata-se de uma das mais antigas disciplinas do esqui, tendo sido inventada em 1868 por um carpinteiro do condado de Telemark na Noruega, chamado Sondre Norheim (1825-1897), que foi o pioneiro do esqui moderno.
As provas dividem-se normalmente em "sprint", "slalom gigante" e "clássico". Todos os anos ímpares existe um Campeonato do Mundo de Telemark, desde 2005, organizado pela Federação Internacional de Esqui.

#### Snowboard de passeio
O snowboard de passeio é um desporto de inverno que consiste em praticar  snowboard sem utilizar meios mecânicos de subida, à semelhança do esqui de passeio.
Os snowboards mais adaptados para esta prática são os do tipo "freeride" ou "swallow tail" ("cauda de andorinha") porque as pranchas são ideais para percursos fora de pista.

### Desportos "de gelo"

#### Hóquei no gelo

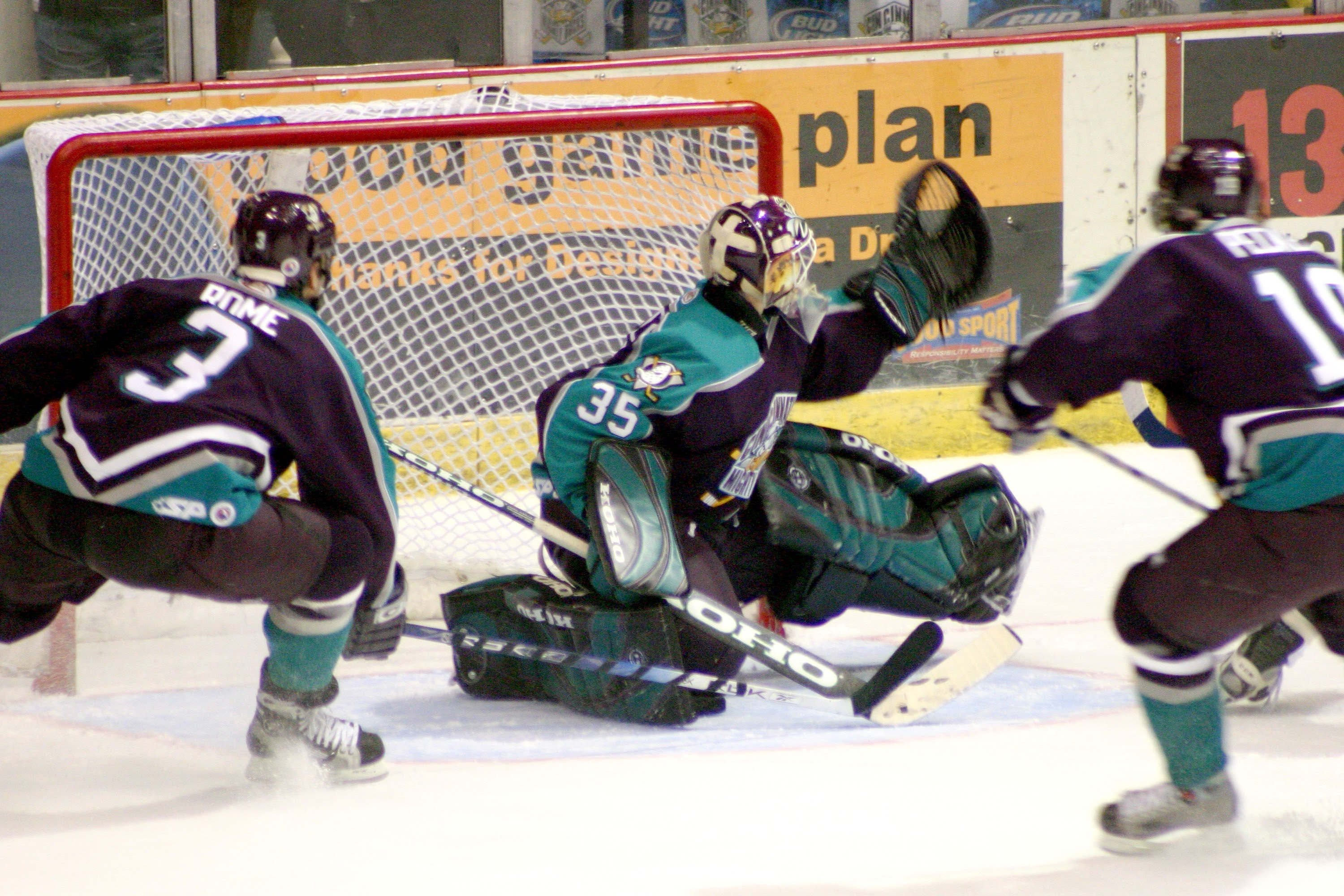
Hóquei sobre o gelo.

O hóquei no gelo ou hóquei sobre o gelo, por vezes chamado apenas hóquei, é um desporto de equipa no qual a competição se desenvolve sobre uma pista de gelo especialmente preparada, com o objetivo de marcar golos, enviando um disco de borracha vulcanizada (puck) para o interior da baliza da equipa adversária. As equipas têm um guarda-redes (goleiro) e cinco jogadores de campo, todos deslocando-se sobre patins e equipados com um taco (stick), de ponta curva, o único meio permitido para movimentar o puck. O hóquei no gelo é originário do Canadá e desenvolveu-se em finais do século XIX na América do Norte. é um desporto de grande velocidade, chamado por vezes «o mais rápido do mundo»»
O hóquei no gelo é um dos poucos desportos que permitem a troca de jogadores (ilimitadamente) enquanto o jogo ainda está em progresso. É também um desporto muito violento e agressivo, embora pesados equipamentos de proteção sejam utilizados, diminuindo o número de lesões. Brigas entre jogadores - embora contra as regras - são muito comuns nas partidas de hóquei.
O Canadá é o maior vencedor de competições internacionais de hóquei no gelo do mundo - como o Campeonato Mundial e nos Jogos Olímpicos. O desporto também é muito popular nos Estados Unidos (maioritariamente na região Nordeste e Centro-Norte do país), nos países nórdicos, Rússia, países da Europa Central, países bálticos, e em menor escala, em outros países de clima temperado. No Canadá, nos Estados Unidos e na Rússia, o hóquei no gelo é chamado simplesmente de "hóquei". O hóquei no gelo pode ser praticado ao ar livre num dia frio, ou durante o ano inteiro, até mesmo no verão, em estádios especializados.
Em 1920, o Campeonato Internacional de Hóquei no Gelo foi criado. Este campeonato é organizado todos os anos no inverno, pela Federação Internacional de Hóquei no Gelo. Os maiores campeões são a Seleção do Canadá de Hóquei no Gelo, que venceu o campeonato 23 vezes, a Seleção da União Soviética de Hóquei no Gelo, que venceu 22 vezes, e a Seleção da Suécia de Hóquei no Gelo, que venceu sete vezes.

#### Hóquei em luge

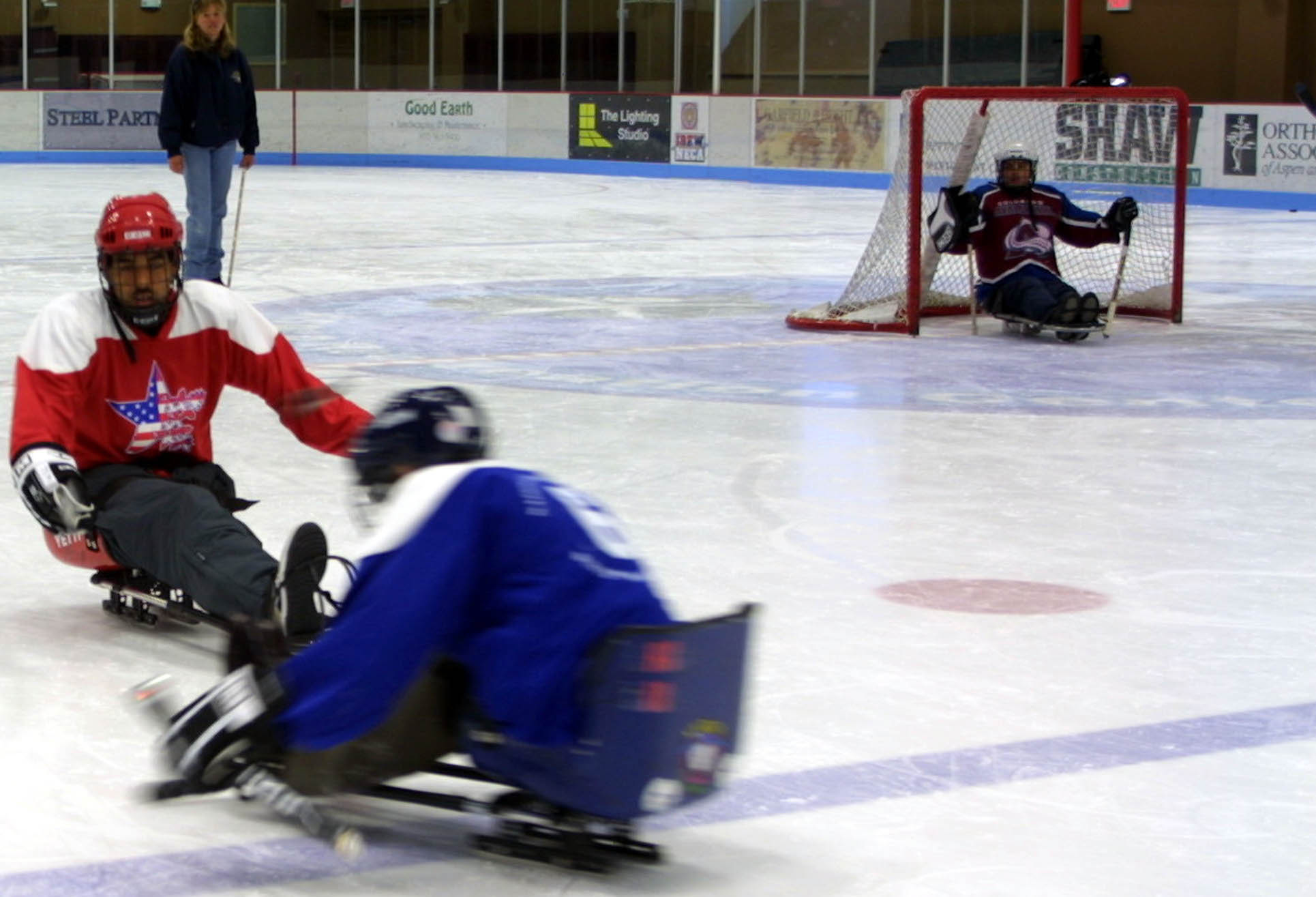
Hóquei em luge.

O Hóquei em luge é um desporto para pessoas com necessidades especiais com origem no hóquei sobre o gelo e que é praticado por pessoas com deficiências motoras.
O hóquei em luge respeita as mesmas regras que o hóquei no gelo, com adaptações que têm em conta a deficiência dos jogadores.
Os atletas estão sentados sobre um luge fixado sobre duas lâminas de patins. 

#### Hóquei subaquático no gelo
O hóquei subaquático no gelo é um desporto pouco praticado e muito perigoso, que consiste em jogar hóquei em lagos gelados, debaixo de água. Os jogadores movimentam-se em apneia debaixo do gelo, equipados com fatos de mergulho, barbatanas, e máscara, movimentando um disco. O disco é leve e está sempre "colado" à superfície do gelo. Os jogadores nadam de costas, tentando colocar o disco nas balizas, também subaquáticas, e as equipas são de dois jogadores. Cada jogador faz apneias de cerca de 30 segundos, antes de ter de vir à superfície respirar.

#### Patinagem artística

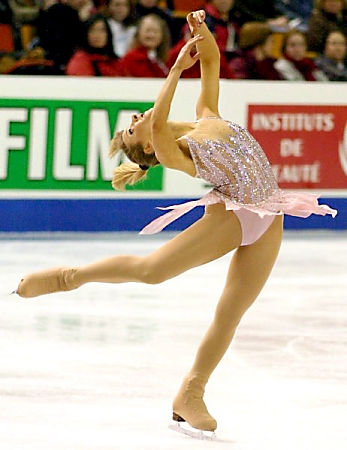
Pirueta de patinagem artística.

A patinagem artística ou patinação artística é um dos tipos de patinagem. É em simultâneo um desporto e uma arte executada sobre uma pista de gelo (que pode ser de gelo artificial) em que o equipamento utilizado consiste em patins de gelo. Também se pode executar fora do gelo com patins de rodas ou patins em linha, numa variante estival. O objetivo é executar uma série de figuras como passos, piruetas e saltos, sobre uma base musical, sendo os atletas avaliados no final por um júri especializado que classifica a dificuldade e a perfeição dos movimentos executados através de "nota artística" e "nota técnica".
A palavra «patim» vem grego antigo πᾰτεῖν [patein] e significa «andar». O termo «skate» vem do neerlandês «schaats», que significa  osso da perna».
A patinagem artística no gelo tem uma prova individual masculina, uma prova individual feminina, e uma prova de pares (mistos), além de uma prova de dança de pares (mistos), sendo as quatro disciplinas olímpicas. A patinagem sincronizada não faz parte do programa olímpico. O desporto faz parte dos Jogos Olímpicos de Inverno desde o início em Chamonix, em 1924. Também fez parte dos Jogos Olímpicos de Verão de 1908 e Jogos Olímpicos de Verão de 1920. A pioneira foi a lendária Sonja Henie.
A patinagem artística no gelo é particularmente popular na América do Norte, na Europa e na Ásia. É também um desporto muito apreciado pelo público feminino.

#### Patinagem de velocidade

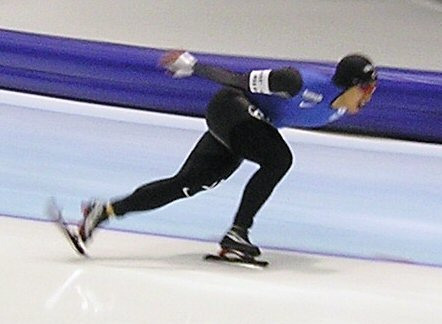
Choi Jae-bong na Copa Mundial de Patinagem de Velocidade.

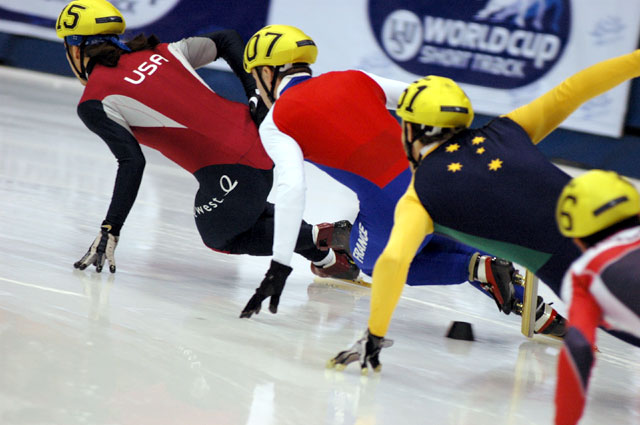
Quatro atletas em plena prova de patinagem de velocidade.

A patinagem de velocidade de pista longa é uma forma de patinagem onde os praticantes têm como intuito percorrer uma distância fixa em pista tão rapidamente quanto possível, utilizando patins com lâmina para deslizar sobre o gelo.
Este desporto foi fundado pela União Internacional de Patinagem. É um desporto olímpico desde os Jogos Olímpicos de Inverno em 1924 realizados em Chamonix (França).
As provas disputam-se numa pista de 400 metros de comprimento, similar a uma pista de atletismo, com duas retas e duas curvas. Os participantes competem dois a dois, em contrarrelógio, cronometrando-se o tempo que decorre para cada um percorrer a distância fixa. Quando terminam o percurso, ganha o que o fez no menor tempo.
Uma das características mais atrativas destas corridas é que em cada volta os dois participantes devem trocar de pista, de modo que o que for pela pista interior deve passar para a exterior e vice-versa. Assim, ambos percorrem a mesma distância no mesmo número de voltas. As pistas interior e exterior está separadas por pequenos cones, exceto na zona onde deve fazer-se a troca de pista. Em algumas situações tal troca pode dar lugar a acidentes em que os corredores chocam, pelo que deverão ambos estar atentos.
Nos Jogos Olímpicos disputam-se 12 provas, sendo 6 para homens e 6 para mulheres. Os homens têm corridas de 500 metros, 1000 metros, 1500 metros, 5000 metros, 10000 metros e perseguição por equipas. As mulheres disputam as provas de 500 metros, 1000 metros, 1500 metros, 3000 metros, 5000 metros e perseguição por equipas. Nas provas de 500 metros os participantes devem realizar duas corridas, sendo somados os tempos de ambas para calcular o tempo total da prova. No resto das distâncias cada participante só disputa uma corrida.
A prova de perseguição por equipas é de recente criação, e disputou-se pela primeira vez nos Jogos Olímpicos de Turim em 2006. É parecida com a perseguição por equipas do ciclismo em pista. As equipas são de três patinadores cada, que trocam de posição ao longo da prova, e no final o tempo da equipa é o do terceiro elemento a cruzar a meta.
Na história da patinagem de velocidade houve grandes estrelas, que ganharam muitas medalhas e bateram muitos recordes impressionantes. O norte-americano Eric Heiden, por exemplo, venceu cinco medalhas de ouro nos Jogos Olímpicos de Lake Placid 1980, o norueguês Johan Olav-Koss, grande estrela nos Jogos Olímpicos de Lillehammer 1994, e a norte-americana Bonnie Blair, dominadora das provas curtas em Lillehammmer, ou Lydia Skoblikova, que ganhou quatro medalhas de ouro nos Jogos Olímpicos de Innsbruck 1964.
Além da patinagem de velocidade há outra modalidade com nome semelhante, e que também é desporto olímpico, e que é a Patinagem de velocidade de pista curta.

#### Bobsleigh

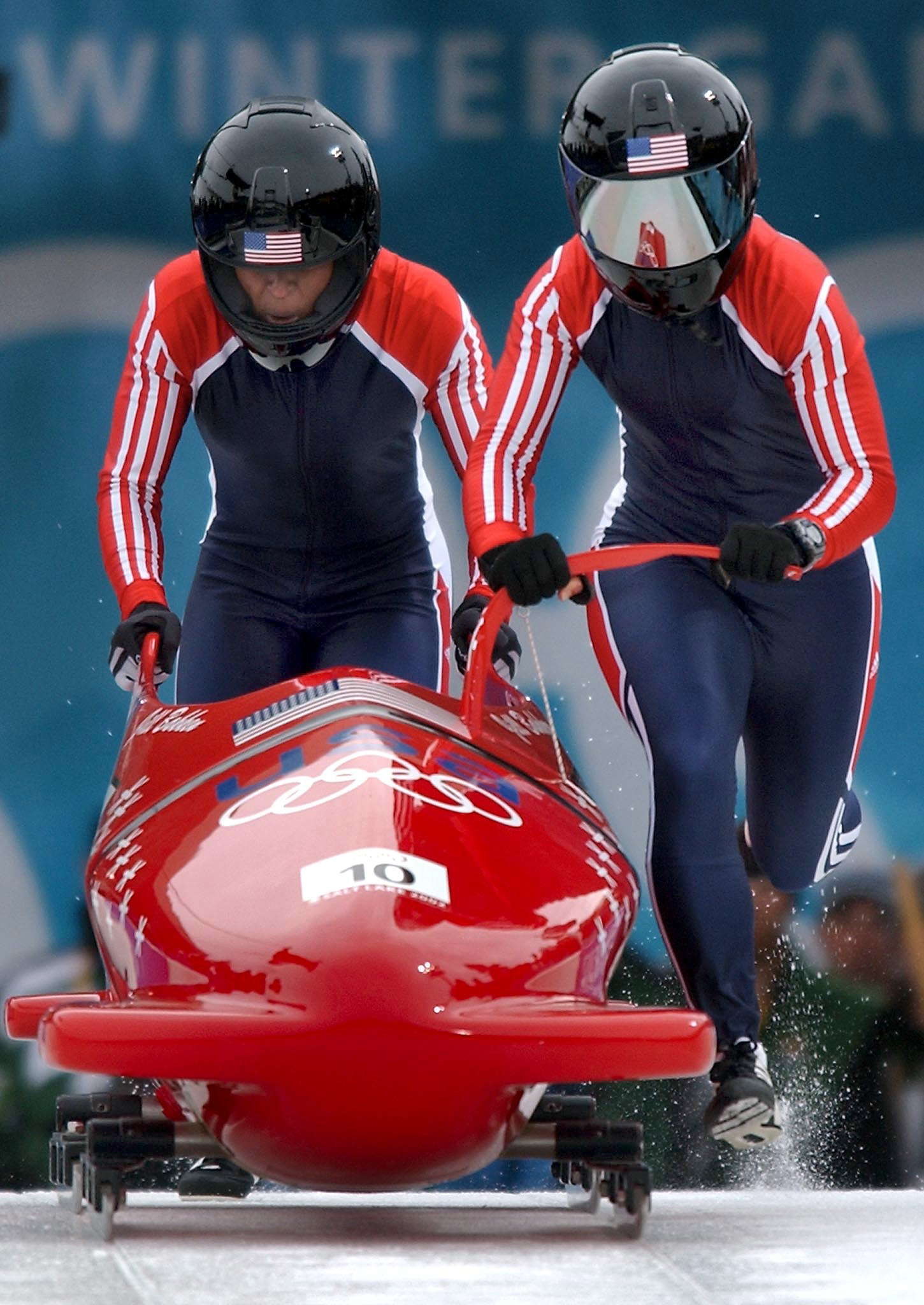
Bob de dois feminino (2002).

O bobsleigh, bobsled ou bobsledge é um desporto de inverno no qual equipas de duas ou quatro pessoas realizam, por meio de um trenó, descidas cronometradas numa pista de gelo sinuosa e estreita especialmente construída para a competição. O trenó é movido pela força da gravidade, e pode atingir velocidades de até 150 km/h..
Desde 1924, o bobsleigh faz parte dos Jogos Olímpicos de Inverno, como competição para equipas masculinas de quatro pessoas. Em 1932, foi adicionada uma segunda modalidade, para equipes compostas por dois homens.
Em 2002, foi pela primeira vez admitida a participação de mulheres entre os membros das equipes. Em 2006, foi introduzida modalidade para equipas de duas mulheres.
As grandes competições internacionais de bobsleigh são todas dirigidas pela Federação Internacional de Bobsleigh e de Tobogganing (FIBT, criada em 1923) e as competições nacionais por federações próprias de cada país. A competição de maior prestígio são os Jogos Olímpicos de Inverno.
Esta modalidade desportiva teve origem em finais do século XIX no seio da comunidade britânica de St Moritz, no Cantão dos Grisões, Suíça. Para que não houvesse acidentes entre praticantes de descida em carro e os peões ou caminhantes pelo espaço de neve nas pistas em redor da cidade, foi decidido criar uma pista própria em 1871: esta pista chama-se Cresta Run, e continua hoje operacional, tendo já acolhido pro duas vezes os Jogos Olímpicos, e não precisa de refrigeração artificial. O primeiro clube de bobsleigh foi criado em St. Moritz em 1897, e em 1902 foi construída a primeira pista fora desta cidade.
As principais potências da modalidade são a Suíça e a Alemanha, e por vezes outras seleções juntam-se-lhes nos melhores resultados, como a Áustria, a Itália, o Canadá, os Estados Unidos, a Rússia, a Letónia e a França.

#### Luge

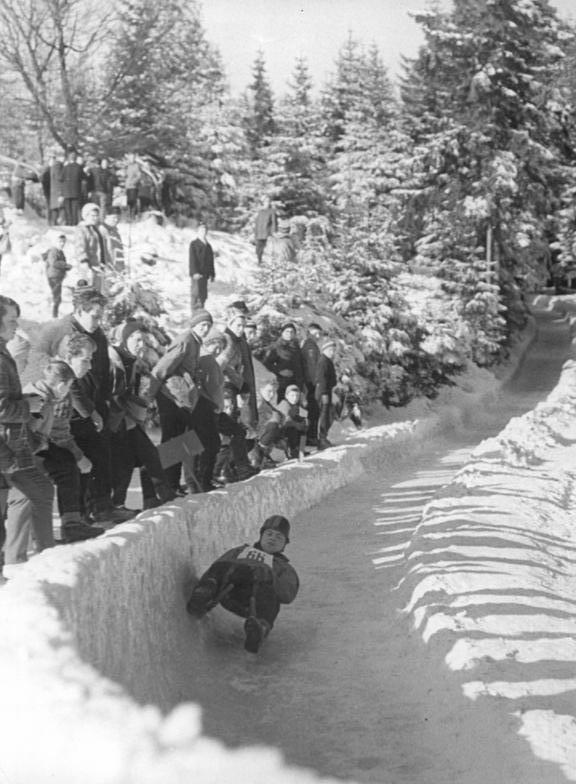
Thomas Köhler (1964).

Um luge é uma espécie de trenó no qual um atleta se senta para deslizar sobre a neve ou sobre o gelo. É diferente do trenó usado no skeleton.
Ainda que as corridas de trenós sejam muito antigas e se encontrem registos em documentos com vários séculos em países como a Noruega, o luge como desporto organizado e submetido a regras aparece no final do século XIX. Considera-se como ponto de arranque uma competição que teve lugar em Davos, Suíça, em 1883, onde se reuniram participantes de sete países. 
Em 1955 estrearam os campeonatos mundiais de luge e nove anos depois a modalidade passou a integrar o programa dos Jogos Olímpicos de Inverno.
O trenó que se usa no luge é uma pequena armação, em sua origem de madeira, atualmente de metal, provido de patins afiados na base. Não tem travões nem timão, e o piloto vai deitado com a face para cima, com os pés na frente e a cabeça atrás. Essa posição é diferente da do praticante de skeleton, que se deita de cabeça para baixo e olhando para a frente. O piloto controla a descida do luge e as mudanças de direção são feitas mediante bridas unidas à parte dianteira, ou inclinando o peso do seu próprio corpo. A diferença em relação ao bobsleigh é a saída, que se efetua com o piloto já colocado no trenó, e por isso a saída é mais lenta, pois não pode tomar tanto impulso.

#### Motociclismo no gelo

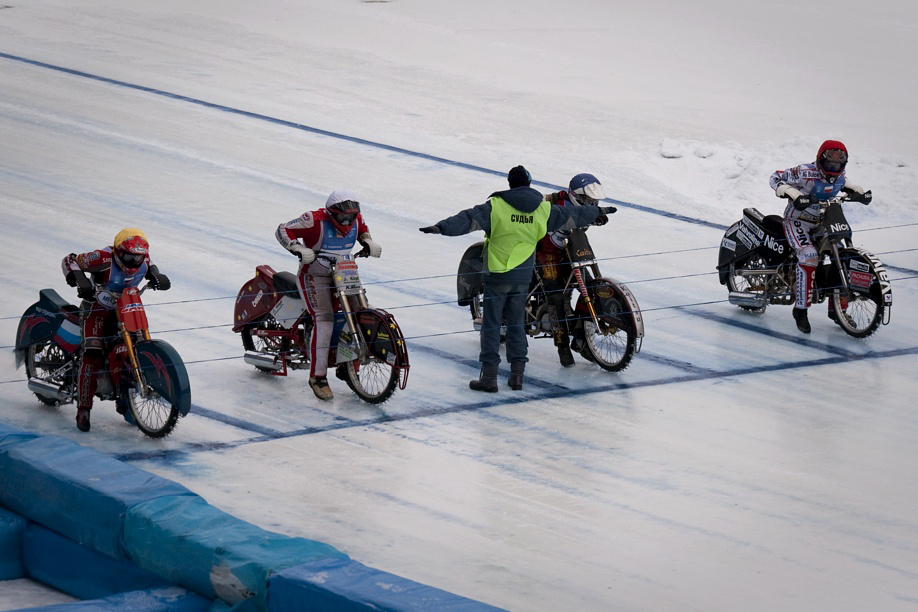
Speedway no gelo.

O motociclismo no gelo é uma disciplina de competição motorizada que consiste numa adaptação ao gelo do speedway. Há quem o chame de «Speedway no gelo», traduzindo diretamente de «ice speedway», um nome da modalidade em inglês.
Um campeonato mundial de motociclismo no gelo reconhecido pela Federação Internacional de Motociclismo decorre desde 1966. A União Soviética, e depois a Rússia, dominam a história da modalidade. Os países nórdicos, Suécia e Finlândia principalmente, têm pilotos entre os melhores. A República Checa, a Alemanha, a Polónia, o Cazaquistão e os Países Baixos também conseguem em geral excelentes posições nas provas internacionais. Em 2004, sete pilotos russos figuravam entre os dez melhores no final da época, sendo as outras posições do top-10 ocupadas por um finlandês, um sueco e um alemão.

#### Skeleton
Skeleton é um desporto olímpico de inverno que, com o bobsleigh e o luge, representam distintas modalidades de descida em trenó. O skeleton é a mais antiga das três e tal como as outras pratica-se numa pista fixa e delimitada, mas com o corpo de barriga para baixo e cabeça para a frente.
Disputa-se no sistema de contrarrelógio. A pista tem no mínimo 1200 m de comprimento e um desnível máximo de 12%. As velocidades atingidas são da ordem dos 120 a 140 km/h, em função da pista. Em certas curvas, a força de aceleração sofrida pelo atleta pode chegar a 5g.

#### Curling

Centro com quatro pistas de curling, durante uma competição.

O curling é um desporto olímpico coletivo praticado em uma pista de gelo cujo objetivo é lançar pedras de granito polido o mais próximo possível de um alvo, utilizando para isso a ajuda de varredores. O seu nome tem origem no verbo em inglês "to curl", que significa "girar", e é devido ao facto de as pedras serem levemente giradas no ato do lançamento, descrevendo uma trajetória em forma de parábola.
Criado por volta do século XVI na Escócia, o curling teve as primeiras regras elaboradas em 1838. Disseminado pelo mundo através de imigrantes escoceses, o curling é hoje em dia praticado principalmente no Canadá. Em Jogos Olímpicos de Inverno, teve sua primeira aparição em Chamonix 1924, embora esta só tenha sido considerada oficial em 2006. Depois de três aparições como desporto de demonstração, o curling voltou ao programa olímpico em Nagano 1998, sendo disputado até os dias atuais.
As equipes são compostas por quatro jogadores, sendo cada um responsável por lançar duas pedras em cada end, como é chamada cada subdivisão de uma partida. Após o lançamento, os outros jogadores podem varrer o gelo com o objetivo de diminuir o atrito entre a pedra e pista, fazendo-a parar mais longe. Os jogos são disputados, de modo geral, em dez ends, podendo terminar antes se uma das equipes desistir ou for matematicamente eliminada. A pontuação só é determinada ao final do end, e apenas uma equipe pode pontuar em cada etapa. A equipe faz um ponto para cada pedra localizada mais próxima ao centro do alvo que qualquer uma das pedras adversárias.
O curling possui duas variantes. Na disputa de duplas mistas, a principal mudança é a presença de duas pedras posicionadas antes do início do end. Na modalidade em cadeira de rodas, disputada em Jogos Paraolímpicos de Inverno desde Turim 2006, as pedras são lançadas com o jogador parado (geralmente com a ajuda de um bastão) e o ato de varrer não é permitido.
As competições mais importantes do desporto são o Campeonato Mundial e os Jogos Olímpicos de Inverno. Entre os países lusófonos e sul-americanos apenas o Brasil possui seleção nacional, que participa desde 2009 de um desafio continental em busca de vaga no Campeonato Mundial.

#### Ice stock

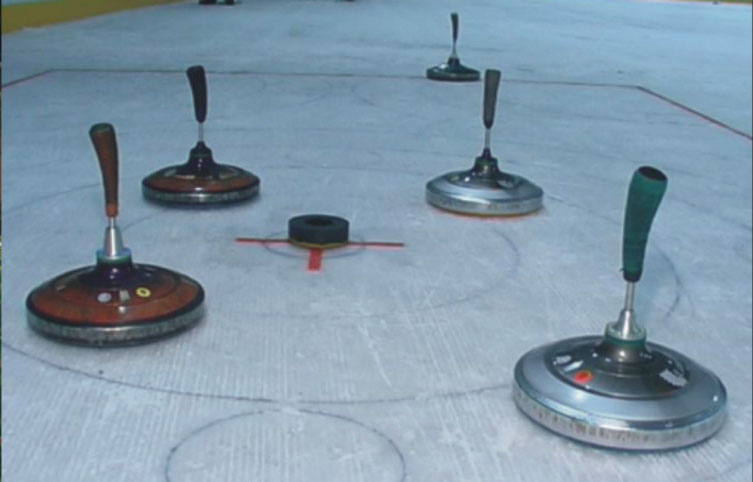
Ice stock.

O ice stock (em alemão:  eisstockschiessen) é um desporto de inverno com vários pontos comuns ao curling e é considerado como a petanca no gelo, mas também se pode jogar no verão. É também chamado de "curling alemão".
Trata-se de um desporto tradicional praticado nos países alpinos como a Alemanha, a Áustria e a Suíça, e pouco conhecido fora da região.
O jogo envolve duas equipas de três ou quatro jogadores cada, com discos denominados Eisstöcke, com uma pega de 30 cm e pesando cerca de 4,3 kg. O objetivo é o de lançar esses discos para ficarem o mais perto possível de uma bola feita em borracha com 12 cm de diâmetro.

#### Bandy

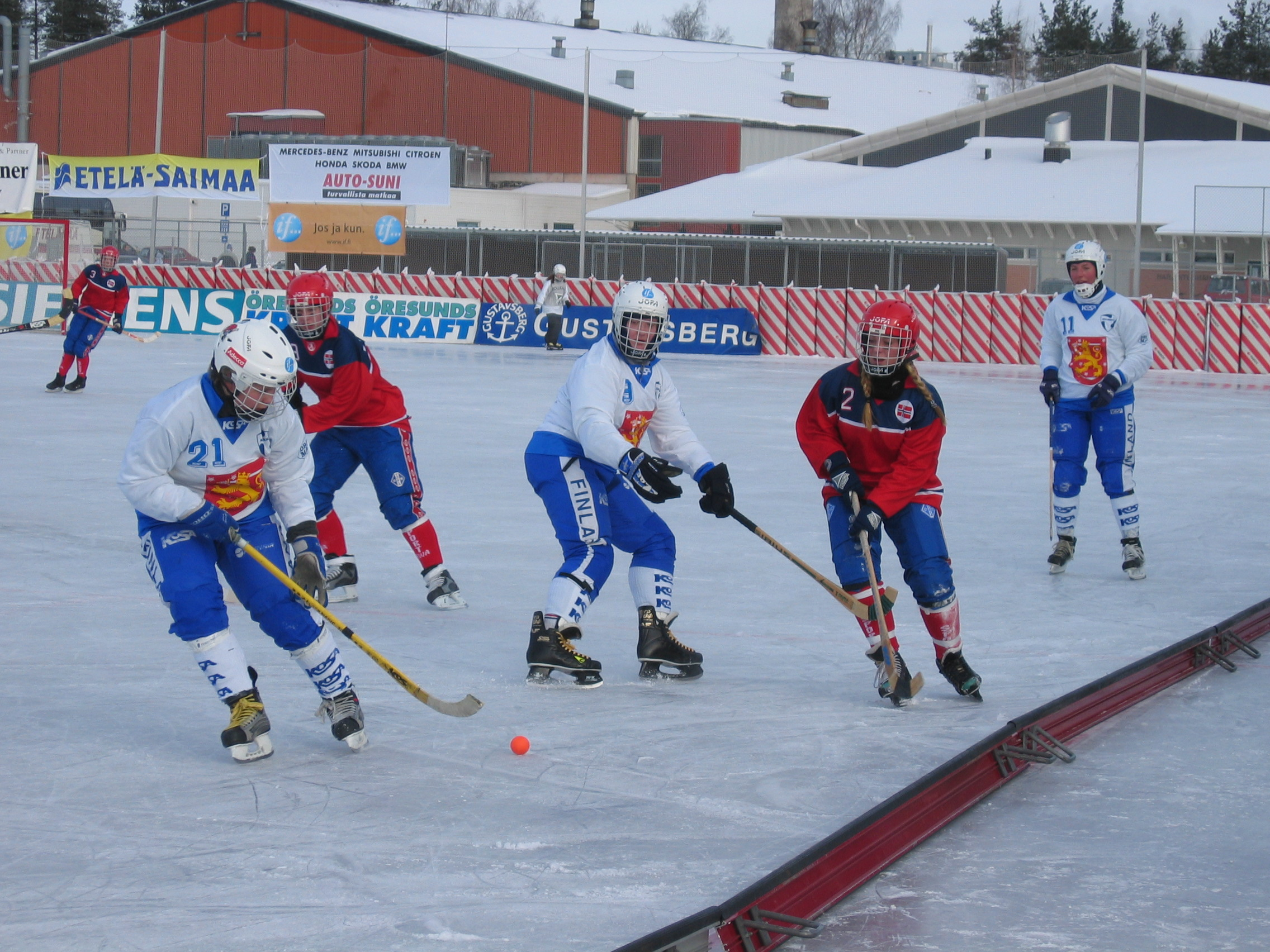
Jogo de bandy.

O Bandy é um desporto coletivo no qual uma bola é batida com um taco (stick). Pode-se considerar como um antecedente do hóquei no gelo. O bandy é praticado ao ar livre num campo plano coberto por gelo, e tem bastantes regras semelhantes às do futebol. As equipas têm onze jogadores cada, e a bola é cor-de-laranja. As partidas têm duas partes de 45 minutos cada, com um intervalo de 15 minutos. O guarda-redes (goleiro) pode parar a bola com as mãos e sem máscara, no que constitui a grande diferença em relação ao hóquei no gelo. A partida é regulada por um árbitro, soberano e inapelável nas suas decisões. Por todas estas razões é conhecido como o "futebol de inverno".
As maiores potências no bandy são a Noruega, Suécia, Finlândia, Rússia e Canadá. É o único desporto olímpico de inverno reconhecido pelo COI que não está incluído no programa dos Jogos Olímpicos de Inverno, embora tenha sido demonstrado nos jogos de 1952.

#### Broomball

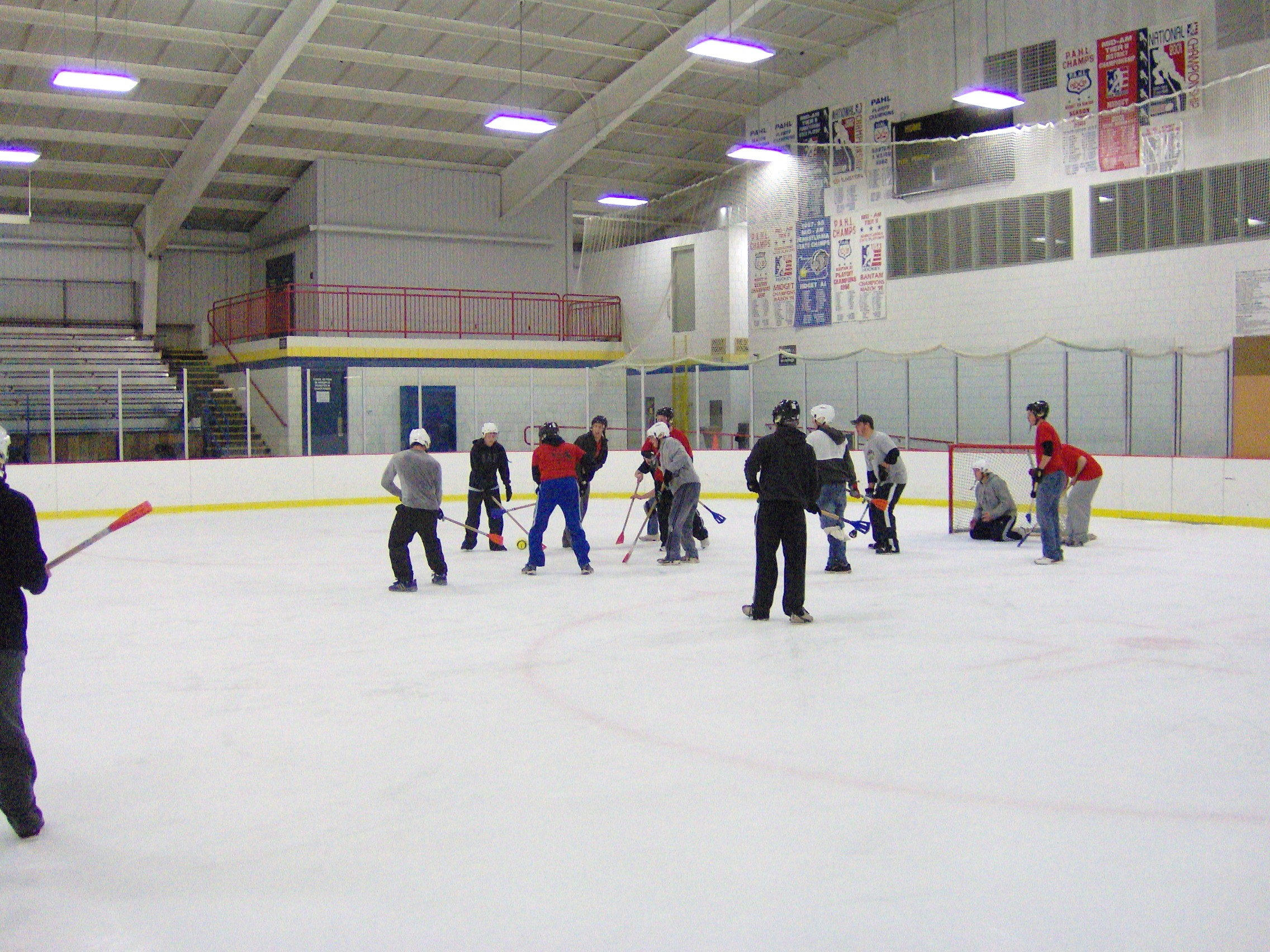
Partida de broomball.

O broomball é um desporto coletivo que se joga numa pista da mesma dimensão da do hóquei no gelo. Duas equipas, cada uma com seis jogadores e incluindo um guarda-redes, defrontam-se tentando marcar mais golos que o adversário. Os golos são marcados batendo uma bola  utilizando uma espécie de taco que parece uma vassoura mas sem cerdas, no interior da baliza do adversário. As táticas são semelhantes às do hóquei no gelo, do hóquei em patins e do floorball.
Esta modalidade é originária do Canadá e jogada em numerosas partes do mundo, sobretudo no norte dos Estados Unidos, Austrália e Japão.

#### Vela no gelo

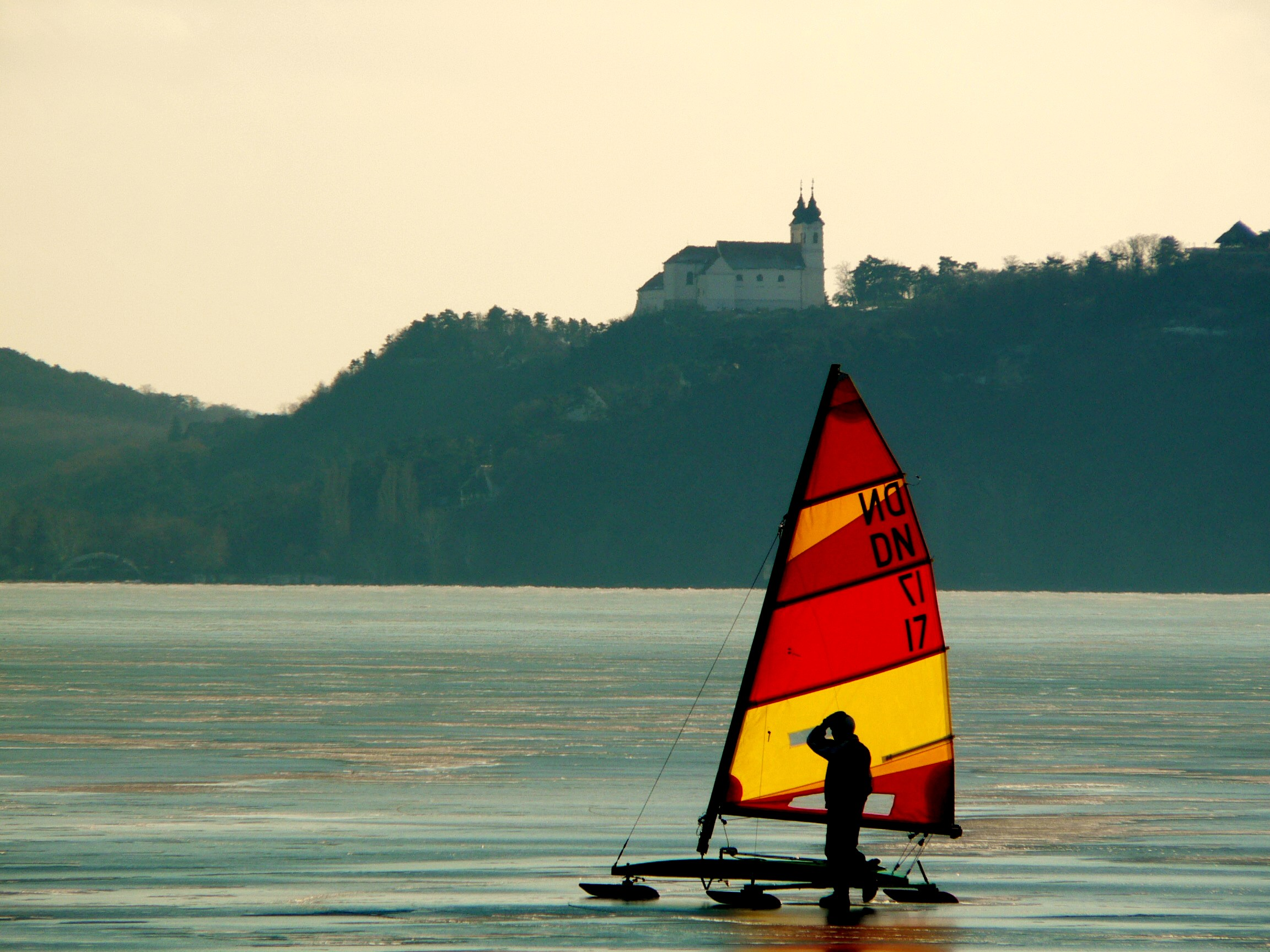
Vela no gelo no lago Balaton.

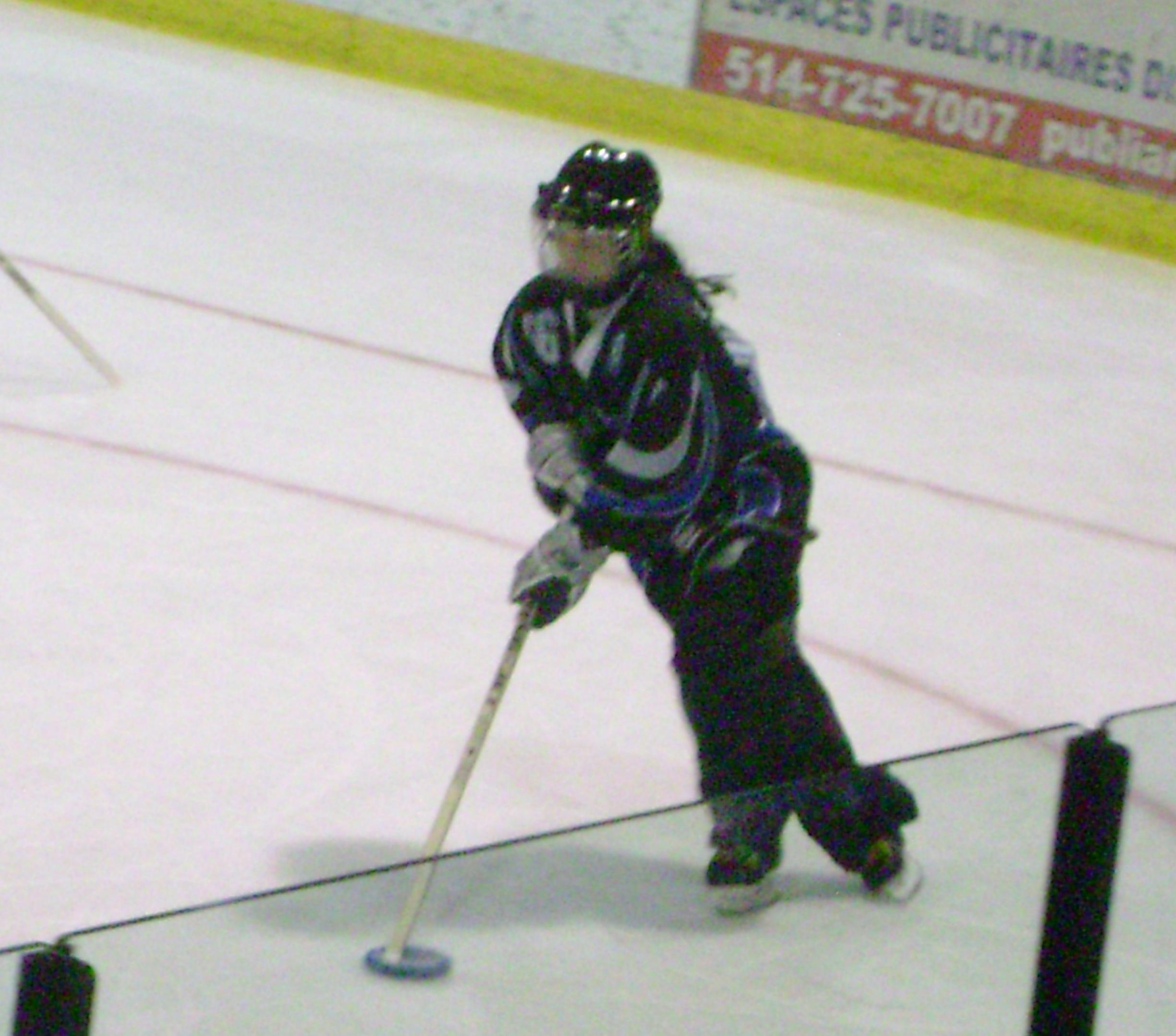
Jogo da Liga Nacional de Ringuette do Canadá.

A vela no gelo é um desporto muito antigo. Encontra-se a sua origem nos Países Baixos em meados do século XVII, quando se colocavam patins debaixo dos barcos à vela para que se pudessem deslocar sobre os canais gelados.
Na América do Norte, os neerlandeses introduziram este tipo de embarcações no rio Hudson. Aplicavam-se patins nos quatro cantos da embarcação para a fazer deslizar nos rios gelados.